# Joseph Paul Gaimard
Joseph Paul Gaimard (Saint-Zacharie in Frankrijk, 31 januari 1793 – Parijs, 10 december 1858) was een Franse ontdekkingsreiziger, arts-marine-officier en natuuronderzoeker. Hij werd vooral bekend om zijn reisverslagen met beschrijvingen van nieuwe diersoorten voor de wetenschap.

## Biografie
Gaimard werd geboren in Saint-Zacharie. Zijn vader heeft hij nauwelijks gekend, want die kwam om bij een royalistische opstand in 1799. Hij werd opgevoed door zijn moeder en een tante. Hij volgde een medisch opleiding aan een instelling van de Franse marine in Toulon en werd daardoor assistent chirurgijn. Hij diende gedurende militaire acties tot hij in 1816 werd bevorderd tot chirurgijn derde klasse.

### Zijn reizen rond de wereld
In mei 1817 begon zijn eerste wereldreis op het  korvet de "Uranie" onder commando van Louis de Freycinet. Op 12 februari 1820 leed de expeditie schipbreuk in de buurt van Kaap Hoorn. Louis de Freycinet wist zowel de bemanning als veel resultaten van het uitgevoerde onderzoek in veiligheid te brengen met een ander schip. Gaimard oogstte veel lof van Georges Cuvier voor het materiaal dat hij tijdens deze expeditie had verzameld voor het Muséum national d'histoire naturelle.
Tussen 1821 en 1825 maakte Gaimard een studiereis naar Engeland. In april 1826 ging hij als scheepsarts en natuuronderzoeker samen met Jean René Constant Quoy op reis met het schip de "Astrolabe" onder commando van Jules Dumont d'Urville. Tijdens deze expeditie deed hij onderzoek op het eiland Vanikoro (Salomonseilanden). Eerder was daar in de buurt een ander Frans schip vergaan. In november 1828 ontscheepte hij op het eiland Réunion wegens ziekte en keerde terug met een ander schip naar Frankrijk, waar hij in april 1829 arriveerde. Op dit korvet, de "Bayonnaise" bleef hij in dienst en werd uitgezonden op een missie om studie te maken van de bestrijding van de infectieziekte cholera in Oost-Europa. Hij werd zelf ook ziek en keerde via Estland terug naar Frankrijk.

### Zijn reizen naarNoord-Europaen Groenland

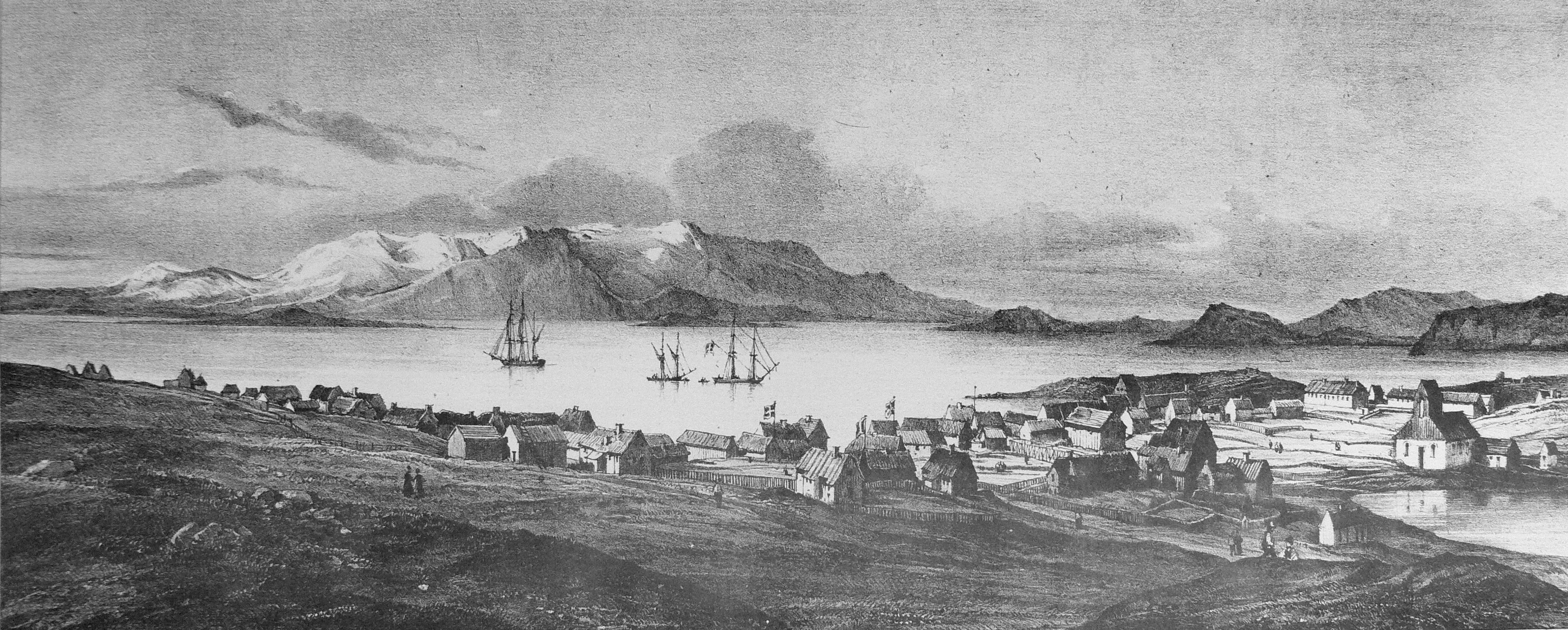
Zicht op Reykjavik. Gravure 1835.

In 1829 werd hij voorzitter van een wetenschappelijke commissie die onderzoek zou verrichten op IJsland en Groenland. Gaimard had de leiding over vier expedities in respectievelijk de zomers van 1835 1836, 1838 en 1839 in het noordelijk deel van de Atlantische Oceaan op zoek naar een Frans schip dat daar in 1833 was vergaan. Tijdens de eerste expeditie in 1835 werd vooral onderzoek gedaan rond IJsland aan de flora, fauna, geologie, meteorologie en astronomie. In 1836 ging hij weer op expeditie naar IJsland en Groenland. Het onderzoekteam werd toen uitgebreid met onder andere een letterkundige die studie maakte van talen en literatuur van IJsland. In 1839 en 1839 reisde hij weer noordwaarts met een nog groter team van deskundigen en werden onderzoekingen verricht in Lapland, op de Faeröer en Svalbard.
Na 1839 was hij vooral bezig met het schrijven en redigeren van de onderzoekresultaten die de expedities van de Uranie en de Astrolabe hadden opgeleverd. Voor zijn werk ontving hij een prestigieuze onderscheiding van de (Franse) Académie des sciences. In 1848 verliet hij de actieve dienst.

## Zijn nalatenschap

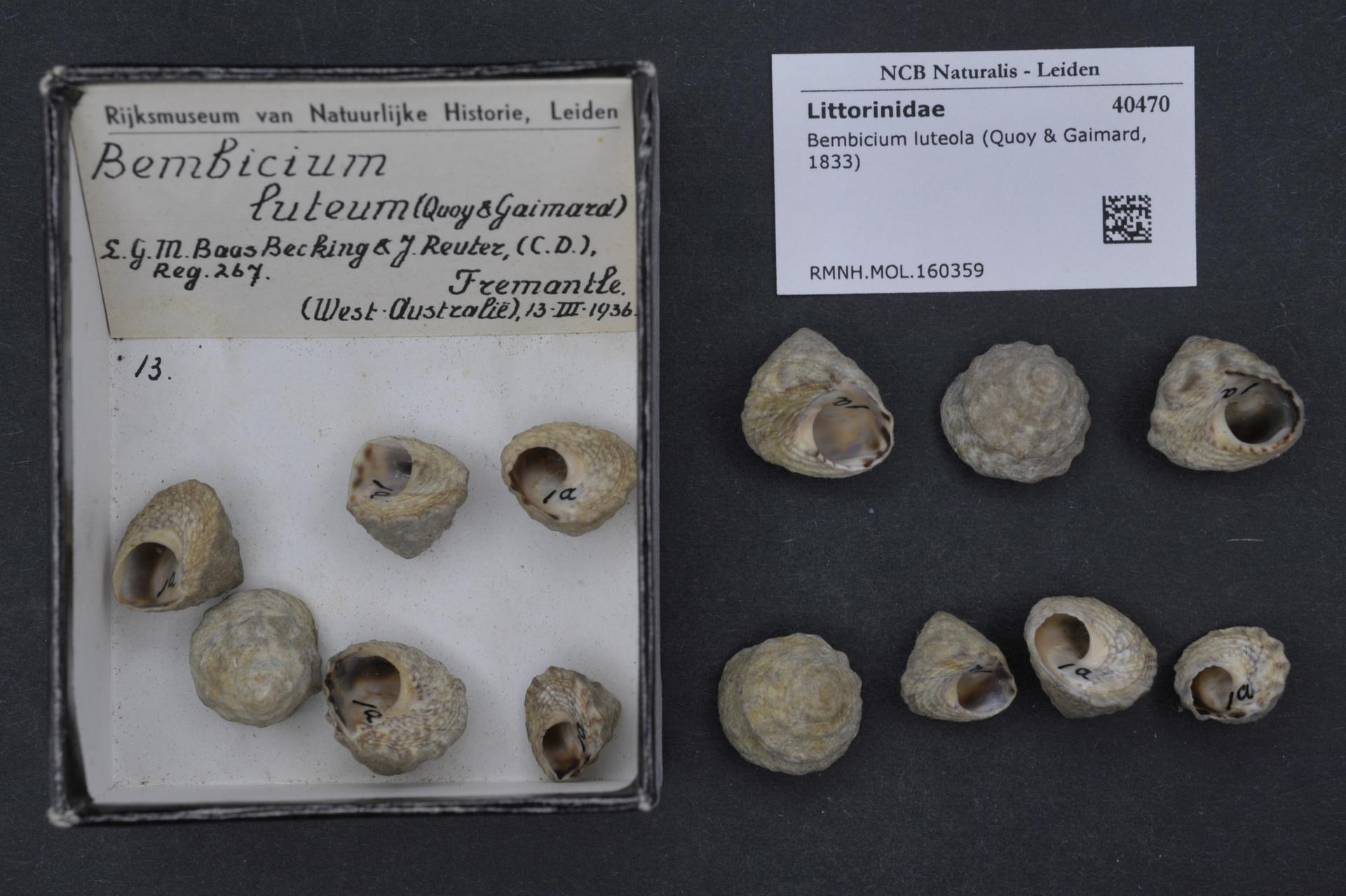
Studiemateriaal van Quoy & Gaimard, 1833.

Hij is soortauteur van 41 vogelsoorten (36 samen met Jean René Constant Quoy) zoals het zwart boshoen (Megapodius freycinet) en de roodrugbuizerd (Geranoaetus polyosoma).  Als eerbetoon aan hem zijn een groot aantal diersoorten naar hem vernoemd zoals de Tasmaanse borstelstaartkangoeroerat (Bettongia gaimardi) en de roodpootaalscholver (Phalacrocorax gaimardi). 

### Publicaties
- Louis de Freycinet (ed.) Voyage autour du Monde, entrepris par Ordre du Roi ... exécuté sur les corvettes de ... l'Uranie et la Physicienne, pendant les années 1817, 1818, 1819 et 1820. Tome 1 et 2: Zoologie. Pillet Aîné, Paris 1824.
- Mémoire sur l'accroissement des polypes lithophytes considéré géologiquement, met Jean René Constant Quoy, in Annales des sciences naturelles, Crochard, 1825.
- Voyage en Islande et au Groënland exécuté pendant les années 1835 et 1836 sur la corvette La Recherche, commandée par M. Tréhouart, dans le but de découvrir les traces de La Lilloise , 7 vol., Bertrand, Paris 1838-1852 BHL.
- Du Choléra morbus en Russie, en Prusse et en Autriche, pendant les années 1831 et 1832, met Auguste Gérardin, 1832.
- Voyage de la corvette l'Astrolabe, exécuté par Ordre du Roi, pendant les années 1826 - 1827 - 1828 - 1829, sous le commandement de M.- J. Dumont d'Urville, capitaine de Vaisseau, Paris 1830-1834 BHL (met Jules Dumont d'Urville).
- Sur l'Islande, le Groenland, et les pays scandinaves, extrait des questions de l'Académie des sciences morales et politiques, in Revue du Nord, 1837 BHL.
- Lettre sur le voyage ordonné par le Roi en Scandinavie, en Laponie et au Spitzberg, adressée à M. le baron Berzelius, A. Bertrand, 1838.
- Du Spitzberg, souvenirs d'un voyage à Bell-Sound et à Magdalena-Bay, extrait de la France maritime, Pilout, 1839.
- Voyage en Scandinavie, en Laponie, au Spitzberg et aux Feroë pendant les années 1838, 1839 et 1840, sur la corvette La Recherche , commandée par M. Fabvre, Paris.
- Voyage de la Commission scientifique du Nord en Scandinavie, en Laponie, au Spitzberg et aux Féroé pendant les années 1838, 1839 et 1840, sur la corvette La Recherche , 17 vol. et 5 vol. d'atlas, 1843-1855.